# Vladimir Smirnov (mathématicien)
Pour les articles homonymes, voir Vladimir Smirnov et Smirnov.
Vladimir Ivanovitch Smirnov (10 juin 1887 Saint-Pétersbourg, Russie - 11 février 1974 à Leningrad, Union soviétique), est un mathématicien connu de beaucoup d'étudiants francophones pour son cours de mathématiques supérieures en 5 tomes, qui est un exemple de clarté sur des sujets souvent difficiles. Son approche des thèmes par des exemples pris dans le domaine de la physique rend les chapitres de son cours très clairs et concrets.
Vladimir Smirnov est inhumé au Cimetière de Komarovo près de Saint-Pétersbourg.  